# Rocco del Schlacko
Le Rocco del Schlacko, ou simplement Rocco, est un festival de musique allemand.

## Histoire
Le Rocco del Schlacko se déroule d'abord sur un jour, puis sur deux jours à partir de 2006 et sur trois jours depuis 2010. L'accent musical est mis sur le rock, le punk et la musique indépendante, mais également du hip-hop et de l'electro. Outre la scène principale Sauwasen, la scène secondaire Ponyhof est occupée depuis 2010. Au début, elle se trouvait sur le toit d'un « bulli » sur le camping, mais elle ne cesse de s'agrandir (notamment en tant que scène télescopique sur un camion) et change plusieurs fois d'emplacement. Depuis 2022, les deux scènes sont accessibles sur un terrain commun. Pour ce faire, le site de Sauwasen est fortement agrandi. Depuis, les concerts se déroulent en partie en alternance.
Le festival est organisé par la société Presented for People GmbH und Co. KG, basée à Sarrebruck, qui a également organisé plusieurs éditions du festival Electro-magnetic et du festival Urban-Art-Festival dans le patrimoine culturel mondial Völklinger Hütte. Les organisateurs entretiennent une coopération informelle avec les organisateurs des festivals Open Flair et Taubertal, qui ont lieu le même week-end, dans le domaine du booking. L'édition 2024 fait participer 35 groupes et compte 35 000 spectateurs.